# Synagoga w Gliwicach
Synagoga w Gliwicach – gminny dom modlitwy znajdujący się w Gliwicach przy ulicy Dolnych Wałów 9.
Synagoga została założona po 1945 roku w budynku wzniesionym przez miejscową gminę żydowską w 1909 roku. Obecnie służy jako synagoga Gminy Wyznaniowej Żydowskiej w Gliwicach, nabożeństwa odbywają się regularnie we wszystkie szabaty oraz święta.